# INCENP
 Внутренний белок центромеры  — белок, кодируемый у человека геном  INCENP .
В клетках млекопитающих были описаны две большие группы центромер-взаимодействующих белков: конститутивно связанные центромерные белки и «пассажиры» (или временно взаимодействующие) белки. Конститутивные белки включают CENPA (белок центромеры А), CENPB, CENPC1 и CENPD.
Термин «белки-пассажиры» охватывает широкий спектр белков, которые располагаются в центромере в течение определенных этапов клеточного цикла. К ним относятся CENPE; MCAK; KIF22; цитоплазматический динеин (например, DYNC1H1); Клипы (например CLIP1); и CENPF/митозин (CENPF). Внутренние белки центромеры (INCENP(ы)) — главные члены группы белков-пассажиров, могут располагаться в различных местах вдоль хромосом на ранних стадиях митоза, но постепенно концентрируются в центромерах при переходе клеточного цикла к середине метафазы. В телофазе, белки расположены в тельце Флемминга и межклеточном мосте, куда они направляются после окончания цитокинеза.
INCENP является регуляторным белком в комплексе хромосомных пассажиров. Он участвует в регуляции каталитического белка Aurora B, выполняя эту функцию в сочетании с двумя другими белками — сурвивином и бореалином. Эти белки образуют плотный трёхспиральный пучок. N-конец домена INCENP является доменом, участвующим в формировании этого трёхспирального пучка.

## Взаимодействия
INCENP, как было выявлено, взаимодействует с H2AFZ, сурвивином и CDCA8. Была найдена область связывания АРК, что необходимо и достаточно для связывания с Aurora-связанными киназами . Это взаимодействие было вовлечено в координацию хромосомной сегрегации и делением клеток дрожжей.